# Playdio
Playdio var en webbradiostation som går att lyssna på digitalt via en dator, surfplatta eller smartphone. Stationen spelar elektronisk musik inom genrerna Dance, Trance, House och Techno.
På stationen finns det både programledare som erbjuder livesända program i radion, och gäst-DJ:s som mixar musik live på radion. Alla programledare har sin egen utrustning och gör sitt radioprogram samt sänder det hemifrån.
Radiostationen hette förut Radiofantasy men bytte namn till Playdio som sedan blev en förening 2 februari 2009. 
Välkända drag från stationen är sloganen "Bara Bra Musik" som använts länge och namnet Fantis som är en fiktiv person som agerar musikslinga och maskot för stationen.